# シャキシャキ・カフェ
『シャキシャキ・カフェ』は、片山まさゆきによる日本のギャグ漫画作品。『週刊ヤングマガジン』（講談社）にて、1989年7号から38号まで連載された。全30話（cupという単位でカウントをしている）、コミックスは全1巻。

## 概要
名の通り、主人公たちが経営する喫茶店「シャキシャキ・カフェ」の非常識な日常を描いたもので、当初は先輩や社会に翻弄され続け、浮き沈みを続ける茂加又利の悲喜交々の有様を描いたものであったが、後にカフェにやってくる客を巻き込みながら、ホビーやギャンブルをネタにしたギャグ漫画（麻雀ネタのない『ぎゅわんぶらあ自己中心派』のようなもの）となっていった。また、時代に反映するようにバブル時代の社会風潮をカリカチュアライズした話が多い。さまざまな種類のゲームやギャンブルが登場するが、麻雀だけは(封印方針であったらしく)不自然なぐらい出てこない。

## あらすじ
晴れて東京商売大学に進学した主人公、茂加又利は学生生活をエンジョイしようとした矢先、ガテマラ夫という男に邂逅し、「経済力による世界征服」をスローガンとする経済力学研究会という怪しげなサークルに引き込まれてしまい、せっかく手に入れた宝くじの獲得賞金もたかられ、浪費される有様であった。そんな紆余曲折の中、彼らは何とか飲食店の中古物件を手に入れ、喫茶店「シャキシャキ・カフェ」をオープンさせるが、又利はガテの陰謀で社長にされるのだった。

## 登場人物
茂加又利（モカマタリ）
本編の主人公で、名前の元ネタはモカ（モカマタリはモカの一ブランド）。『大トロ倶楽部』の吉田勝因や『スーパーヅガン』の豊臣秀幸に瓜二つである。背が低く、気が弱い。基本的には真面目な性格で、店舗運営に対する取り組みも真摯だが、調子に乗ると増長することがある。また、他の先輩らに染められて、かなり性格が黒くなることも多かった。手品を得意とする。
ガテマラ夫
経済力学研究会の社長を名乗っていた大学3回生。元ネタはグァテマラ。サングラスと後ろに結ったおかっぱの髪型が特徴。かなり大胆不敵な性格で、横暴そのもの。おまけに悪知恵はよく働く。又利から奪った宝くじの獲得賞金で競走馬を買い、オーナーになったがなかなか勝利に届かなかった。
マンデ・リン
研究会の秘書で、紅一点。元ネタはマンデリン。慎重な性格だが、けっこう気は短い。色仕掛けも得意であり、ガテと共謀して喫茶店で片棒を担いだこともある。宝くじの賞金でマンションを購入してしまう。
キリ・マンジェロウ
研究会の専務で、背が高い色男。元ネタはキリマンジャロ。パソコン関係に強く、ハッキングをして又利の口座から貯金を全部吸い上げてしまうなど暴挙も目立つ。宝くじの賞金で高級スポーツカーを買った。また、アメックスのゴールドカードを持っているなど、元々金持ちである。
裏目ジジイ
又利が競馬場で出会った老人で、ギャンブルをしてはいつも裏目に遭ってしまう。又利はその裏目を利用して一攫千金を手に入れたが、調子に乗りすぎて元の木阿弥に戻ってしまった。その後、喫茶店の常連になっている。
ウノ番長
又利をウノで鴨とした女子高生達のリーダーで、名の通りウノが得意。だが、他のトランプゲームはあまり強くなく、オールでは結構負けている。本名宇野美加。おじさんが元首相でお兄さんが中日の５番バッター。
おしぼり君
喫茶店におしぼりをリースしてくる常連。儲け話にはめざとく、ヤクザや不動産業者など色々とパイプを持っており、本人も軽々と2000万円を又利に融通したりと見かけに似合わず羽振りが良い。
有倶麗（あるぐ・れい）
経営学部の花と言われ、又利が密かに憧れていた美女。元ネタはアールグレイ。店舗ジャックにもめげず彼が淹れるコーヒーに心を打たれていたが、肝心のコーヒーがまずかったため、幻滅されてしまった。

## 登場する遊戯
ギャンブル
- 宝くじ（1話）
- 競馬（6-7話）
- 公営競技（18話）

女子高の競泳会場を公営競技に見立て、オッズを設定していた。
- ルーレット（27話）

社会問題となっていた大学のコンパ会場を諷刺した内容となっている。
ホビーゲーム
- UNO（10-11話）
- 五目並べ（21話）

碁盤の代わりにテーブルクロス、碁石の代わりにフラッペとコーヒーを利用していた。
トランプゲーム
- インディアンポーカー（8-9話）
- 大富豪（16-17話）
- 神経衰弱（19-20話）

動き回るミドリガメを使ったミドリガメ衰弱という遊びが登場した。
- 七並べ（22話）

使用した物はトランプでなく、私鉄駅の不動産物件である。参加企業は電鉄系不動産4社で、参加企業も参加者の名前も関連したダジャレになっている。
- ダウト（23話）

トランプでなく、カフェの来客を使っていた。
- 戦争（トランプ）（25話）

トランプでなく、所持するクレジットカードやキャッシュカードを使っていた。時事ネタであったカード戦争をパロディ化したものである。
- オール（28話）

アウトドア・スポーツ
- 野球（12-13話）

プロのチームと対戦するが、お世辞にも野球とはほど遠い内容である。
- 缶蹴り（14-15話）
- 運動会（玉入れ・借り物競走・騎馬戦）24話

運動会とは名ばかりで、悪徳商法のやり口を織り交ぜている。
その他
- あるあるネタ（26話）

社会問題となっていた恋人紹介所を諷刺した内容である。
- カラオケ（29話）

しりとりを混ぜたカラオケマラソンをやっている。